# Hrčeľ
Hrčeľ (in ungherese Gercsely) è un comune della Slovacchia facente parte del distretto di Trebišov, nella regione di Košice.